# Мельничук Лариса Юріївна
Лариса Юріївна Мельничук (нар. 23 березня 1962 р., м. Штендаль, Німеччина) — народний депутат України, член Партії регіонів.

## Освіта
У 1984 році закінчила історичний факультет Уральського державного університету імені О. М. Горького в Єкатеринбурзі за спеціальністю «викладач суспільно-політичних дисциплін».
2005 р. — Міжрегіональна академія управління персоналом, юридичний факультет, спеціальність — юрист комерційного і трудового права.

## Трудова діяльність
З січня по листопад 1995 р. — керівник Управління розвитку всеукраїнської регіональної мережі центрів сертифікатних аукціонів у Державній компанії «Український центр сертифікатних аукціонів».
1995 — 2007 рр. — консультант, потім керівник інформаційно-аналітичної компанії «Бінако», потім керівник Управління реформування власності та корпоративних прав корпорації «Інтерпайп».
2007 — 2012 рр. — директор Департаменту по взаємодії з державними органами.

## Депутатська діяльність
На парламентських виборах 2012 р. була обрана народним депутатом Верховної Ради України за списком Партії регіонів.
Член Комітету Верховної Ради з питань екологічної політики, природокористування та ліквідації наслідків Чорнобильської катастрофи.